# Fraunhofer-Institut für Translationale Medizin und Pharmakologie
Das Fraunhofer-Institut für Translationale Medizin und Pharmakologie ITMP ist eine Einrichtung der Fraunhofer-Gesellschaft. Das Institut wurde am 1. Januar 2021 aus dem Institutsteil Translationale Medizin des Fraunhofer IME ausgegründet. Im Fokus stehen die Erforschung und Entwicklung innovativer Wege zur Früherkennung, Diagnose und Therapie von Erkrankungen in Folge gestörter Funktionen des Immunsystems. Das Institut umfasst die Forschungsbereiche „Drug Discovery“, „Präklinische Forschung“ und „Klinische Forschung“.

## Forschung und Entwicklung
Die Forschungsbereiche des Instituts umfassen die gesamte Wertschöpfungskette von der Wirkstoffentdeckung über hochspezialisierte Methoden in der präklinischen Forschung bis hin zu spezifischen Indikationsgebieten in der klinischen Forschung.
Basierend auf dem 4D-Konzept, das die Verknüpfung von Arzneimitteln, Geräten, Diagnostika und Daten vorsieht, zielt das Institut darauf ab, Ideen und Technologien zu transferieren, um beispielsweise neue Diagnose- und Therapieoptionen sowie Früherkennungs- und Präventionsmöglichkeiten für immunvermittelte und neurodegenerative Entzündungskrankheiten zu schaffen.

### Drug Discovery
Das Forschungsfeld umfasst die frühe Wirkstoffforschung, einschließlich Identifizierung, Charakterisierung und Optimierung pharmakologisch wirksamer Moleküle in zellulären Testsystemen. Dies umfasst auch die Entwicklung neuer Wirkstoffentitäten wie die Modulation der Darmflora. Werkzeuge wie Stammzellmodelle und Bildgebungsverfahren werden entwickelt, um die pharmazeutische Forschung zu unterstützen. Die Analyse großer Datensätze und die Integration von Daten nach den FAIR-Prinzipien sind weitere Schwerpunkte. In Zusammenarbeit mit anderen Bereichen des Fraunhofer ITMP werden Erkenntnisse aus klinischer Forschung genutzt, um neue Wirkstoffkandidaten zu identifizieren.

### Präklinische Forschung
Der Forschungsbereich konzentriert sich auf die Erforschung, Identifizierung und Validierung von Krankheitsmechanismen bei entzündlichen, immunvermittelten, neuroinflammatorischen und neurodegenerativen Erkrankungen. Hierbei werden bioanalytische Hochdurchsatztechnologien wie OMICS-Methoden eingesetzt, um Biomoleküle und Pathomechanismen in Patientenproben zu erfassen und zu untersuchen. Identifizierte Zielmoleküle und deren Modulatoren werden in verschiedenen Krankheitsmodellen, von einfachen bis hin zu hochprädiktiven für die Human- und Patientensituation, analysiert. Auch die Untersuchung von Adverse Outcome Pathways, die unerwünschte Folgen haben können, ist Teil der Forschungstätigkeiten.

### Klinische Forschung
Der Forschungsbereich führt klinische Studien zu immunvermittelten entzündlichen Erkrankungen und Schmerz durch. Dabei werden innovative Ansätze für Früherkennung, Diagnose, Prävention und Behandlung entwickelt und evaluiert. Dies umfasst die Entwicklung eigener Arzneimittelkandidaten sowie Proof-of-Concept-Studien. Die Phase-I-Einheiten in Frankfurt am Main und Göttingen ermöglichen eine frühe Arzneimittelentwicklung an Probanden und Patienten dank ihrer engen Verbindung zu Universitätskliniken.

## Kooperationen
Das Institut ist wissenschaftlich eng verknüpft mit einer Vielzahl an Instituten und Kliniken des Universitätsklinikums der Goethe-Universität Frankfurt am Main, dem Universitätsklinikum Hamburg-Eppendorf, der Universitätsmedizin Göttingen, der Charité Universitätsmedizin Berlin, der Ludwig-Maximilians-Universität und dem Klinikum der LMU. Zudem besteht ein reger wissenschaftlicher Austausch mit weiteren nationalen und internationalen Hochschulen und Forschungseinrichtungen.

## Infrastruktur
Das Fraunhofer ITMP beschäftigt (Stand 12/2022) 237 Mitarbeitende an den Standorten Frankfurt am Main, Hamburg, Göttingen, Berlin und Penzberg/München. Das Fraunhofer ITMP ist in 9 standort- und bereichsübergreifenden Innovationsbereichen organisiert, die transdisziplinär und flexibel an neuen Technologien, Krankheits- und Behandlungskonzepten arbeiten. In agilen Teams, die über die Forschungsbereiche Drug Discovery, Präklinische und Klinische Forschung aufgespannt sind, werden neue systemische Forschungskonzepte adressiert und durchgeführt.